# 松浦新
松浦 新（まつうら あらた、1986年7月4日 - ）は、大阪府出身、京都外国語大学、中央戯劇学院出身の日本の俳優、タレントである。
中国武術(武術太極拳)、元日本代表選手。南拳の元日本チャンピオン で世界ランク三位の功績を残す。武術選手引退後、俳優へと転身し現在はトラロックエンターテインメントに所属。

## 略歴
- 京都外国語大学中国語学科卒業
- 中央戯劇学院表演系ミュージカル班卒業

## 来歴

### 武術選手時代
6歳から15歳までサッカークラブに所属。10歳からサッカーと並行し太極拳講師である母親の勧めで中国武術(武術太極拳)を習い始める。
14歳の頃からジュニアの年齢にもかかわらず、シニア大会にも同時に出場し続け、2006年全日本武術太極拳競技大会においてシニア大会を当時19歳の若さで初優勝を果たす。
9.79（10点満点中）という国内大会において歴代最高得点をマークし、また同時に歴代最年少記録での日本チャンピオンとなる。その後、3年間にわたり全日本競技大会、全日本選手権大会を合わせて通算連続5期の優勝を果たす。日本代表として参加した第9回世界武術選手権大会では男子南拳で銅メダルを獲得。南拳、南棍、二種総合で世界ランク3位となり、同時に2008年北京オリンピック特別公開競技として開催された「北京武術トーナメント」の日本の出場枠を獲得した。しかし2008年に武術選手を引退。

### 俳優、タレントとして
2010年に中国政府奨学金制度に合格し、ハリウッド女優となったチャン・ツィイー、コン・リー、姜文など多くの有名俳優を輩出してきた俳優養成の名門国立大学「中央戯劇学院・表演系、ミュージカル班」に国費特待留学生として入学し、2年間の演技研修を受ける。
2014年に園子温監督、映画「TOKYO TRIBE」にスカンク役で起用され、日本で役者デビューを果たす。
次作「仮面ライダードライブ」ではロイミュード006役として出演し、2人の仮面ライダーを相手に生身でのカンフーアクションシーンを演じた。
NHK正月時代劇「陽炎の辻〜居眠り磐音 江戸双紙〜 完結編」には雹田平役で出演。3シリーズまで続いた陽炎の辻〜居眠り磐音 江戸双紙〜のシリーズ最後の刺客として大抜擢される。殺陣に定評のある主演山本耕史と一対一の殺陣シーンを披露し、山本耕史はインタビューで「これまでで1番速い殺陣だったので、剣が追いついていかないというのが、初めてのことでした。」と答え、話題を呼んだ。

## 成績・受賞歴
日本武術太極拳連盟公式成績
| 1997年         | なみはや国体デモンストレーション武術太極拳競技 ジュニア長拳の部 | 第4位                                                |
| 2004年         | JOCジュニアオリンピックカップ 男子南刀                          | 優勝                                                 |
| 2005年         | 日本代表チームに初選抜                                          |                                                      |
| 2005年         | JOC(日本オリンピック委員会)強化指定選手に選抜                   |                                                      |
| 2006年         | 全日本武術太極拳競技大会 自選難度南拳 南刀                      | 優勝                                                 |
| 2006年         | 全日本武術太極拳選手権大会 自選難度南拳・南棍                   | 優勝                                                 |
| 2007年         | 全日本武術太極拳競技大会 自選難度南拳・南刀                     | 優勝2連覇                                            |
| 2007年         | 全日本武術太極拳選手権大会 自選難度南拳 南棍                    | 優勝2連覇                                            |
| 2007年         | 第9回世界武術選手権大会（Good luck Beijing） 南拳               | 銅メダル獲得                                         |
| 2007年         | 第9回世界武術選手権大会(Good luck Beijing) 南拳・南棍総合 3位   | 同時に2008年北京オリンピック特別公開種目の出場枠獲得 |
| 2004年         | 大阪府スポーツ賞 優秀選手賞                                     | 受賞                                                 |
| 2007年、2008年 | 京都外国語大学 学長賞                                           | 2年連続受賞                                          |
| 2008年         | 全日本武術太極拳競技大会 自選難度南拳・南刀                     | 優勝3連覇                                            |
| 2007年、2008年 | 大阪府門真市長賞詞                                              | 2年連続受賞                                          |

## 出演作品

### 映画
- TOKYO TRIBE（2014年）- スカンク 役
- ディストラクション・ベイビーズ[20]（2016年）
- ディアスポリス -DIRTY YELLOW BOYS-（2016年）
- ショートムービー「妄想カンフー ～ダイナソー・ミッション～」Kung fu Delution -Dino Mission-[21][22]（2022年）主演兼アクションコーディネーター[23][24][25]

### 舞台
- 北京東城区青年演劇祭出品作品「チャイニーズゴーストストーリー」-主演 寧采臣 役[26]

- 日本舞踊藤間流、藤間万恵 北京日本舞踊公演 「船弁慶」 - 船頭三保 役[27]

### テレビ
- 正月時代劇「陽炎の辻〜居眠り磐音 江戸双紙〜 完結編」（2017年、NHK） - 雹田平 役[28]
- 仮面ライダードライブ 第37〜41話[8]（2015年、テレビ朝日）準レギュラー - ロイミュード006 役
- ディアスポリス（2016年、TBS） 全編の北京語指導
- 石子と羽男-そんなコトで訴えます第1話（2022年- TBS）太極拳講師役

### 海外出演作品
- 「譲拳作証」監督：張偉東、主演：謝苗 - 日本人殺し屋 役
- 「器灵〜第二季〜 weapon&soul」 監督：郭会中（2018年）- 織田剣 役

### ラジオ
- RBC北京人民ラジオ放送局 「東京音楽広場」ゲスト出演
- 中国国際放送局  ゲスト出演（2010年12月15日放送）

### 中国武術動画
- 世界武術選手権大会 南拳 銅メダル
- 世界武術選手権大会 南棍
- japan wushu全日本武術太極拳選手権大会 南拳 松浦新
- japan wushu全日本武術太極拳選手権大会 南棍　器械 松浦新
- japan wushu全日本武術太極拳選手権大会 南棍 松浦新
- japan wushu全日本武術太極拳競技会 南拳 松浦新
- japan wushu全日本武術太極拳競技会 南刀 松浦新

### CM
- アリナミン製薬 アリナミンEXプラスα 「おとなの西遊記」篇   棍術監修(2021)
- SUUMO 「スーモと桐谷さんのチンバイバイリーケン」篇(2024)
- DHC「どうしてふたりは（リニューブライト）」篇（2025） 太極拳指導　[29]